# Perlita de Huelva
Antonia Hernández Peralta est née à Huelva le 27 février 1939 est une chanteuse de flamenco espagnole, professionnellement connue sous le nom de Perlita de Huelva.

## Biographie
Antonia a dédié sa vie au flamenco, elle commence sa carrière à Huelva en 1950 avec son frère. Elle collabore avec des artistes comme Juanito Valderrama, Manolo Escobar, Lola Flores et Marife de Triana. Tout au long de sa carrière, elle a enregistré 37 albums a reçu plusieurs disques d'or et de platine. Aujourd'hui, à la retraite, elle vit à Madrid.

## Discographie

### Album
- 1968 - Belén, Belén (Belter 22.313)
- 1969 - Amigo conductor (Belter 22.361)
- 1970 - Perlita de Huelva en el Rocío (Belter 22.431)
- 1970 - Villancicos Andaluces (Belter 52.376)
- 1972 - Deuda de amor (Belter 22.622)
- 1973 - Así se canta el fandango (Belter 22.732)
- 1974 - Carretero, carretero (Belter 22.848)
- 1975 - Los metales de su voz (Belter 23.020)
- 1975 - Canta la Perla (Belter 23.064)
- 1976 - Mujer y guitarra (Belter 23.135)
- 1976 - El cante flamenco de Perlita de Huelva (Belter 23.162)
- 1976 - Amaranto (Belter DB-029)
- 1977 - Piropos flamencos (Belter BML-004)
- 1978 - La golondrina (Belter BML-019)
- 1979 - Reina de la copla (Belter 2-27.090)
- 1980 - Quiero olvidar (Belter 2-37.007)
- 1982 - El arte del fandango (Belter 2-27.430)
- 1988 - Y no volvió (anunciada como "Perla de Huelva") (Perfil-Divucsa)
- 1994 - Sentimiento (Divucsa)
- 1999 - Misa flamenca (Antar 2003)
- 2016 - Aquí estoy de nuevo (Edicast)